# Ненчулешть (комуна)
Ненчулешть, Ненчулешті (рум. Nenciulești) — комуна у повіті Телеорман в Румунії. До складу комуни входять такі села (дані про населення за 2002 рік):
- Ненчулешть (2105 осіб)
- Перу-Ротунд (671 особа)

Комуна розташована на відстані 84 км на південний захід від Бухареста, 12 км на північний захід від Александрії, 115 км на схід від Крайови.

## Населення
У 2009 року у комуні проживали 2637 осіб.